# Der Fall Natalia Grace
Der Fall Natalia Grace (Originaltitel: The Curious Case of Natalia Grace) ist eine US-amerikanische Dokumentarserie, die von 2023 bis 2025 auf Investigation Discovery ausgestrahlt wurde. Die Serie behandelt in drei Staffeln die kontroverse Geschichte von Natalia Grace, einem in der Ukraine geborenen Mädchen mit Kleinwuchs, die 2010 von der Familie Barnett adoptiert wurde. Die Barnetts behaupteten später, Natalia sei eine erwachsene Frau, die sich als Kind ausgebe, was zu einem komplexen und viel beachteten Rechtsstreit führte.

## Handlung
Die Serie untersucht die Ereignisse rund um die Adoption von Natalia Grace durch Michael und Kristine Barnett. Anfangs glaubte die Familie, ein sechsjähriges Mädchen adoptiert zu haben. Doch bald kamen Zweifel an Natalias tatsächlichem Alter auf, als sie angeblich Verhaltensweisen zeigte, die nicht mit ihrem angeblichen Kindesalter übereinstimmten. Die Barnetts behaupteten, Natalia habe sich bedrohlich verhalten, einschließlich des Lagerns von Messern und der Androhung von Gewalt gegenüber Familienmitgliedern. Diese Anschuldigungen führten dazu, dass die Barnetts rechtliche Schritte unternahmen, um Natalias Alter offiziell ändern zu lassen, und sie schließlich allein in einer Wohnung zurückließen.
Natalia verwahrloste dort und wurde von der streng religiösen Familie Mans aufgenommen. Es begann ein Rechtsstreit mit der Familie Barnett wegen Kindeswohlgefährdung. Ein DNA-Test bewies, dass die Altersänderung nicht rechtens war. Später kam heraus, dass Kristine Barnett Natalia schwer misshandelte und traumatisierte.
Natalia wurde von der Familie Mans finanziell ausgenommen, sodass sie von der Familie flüchtete. Die Familie DePauls nahm sie auf.

## Produktion und Veröffentlichung
Die Serie wurde von Investigation Discovery produziert und feierte ihre Premiere am 29. Mai 2023. In Deutschland wurde die Serie unter dem Titel Der Fall Natalia Grace ab dem 29. März 2024 auf TLC ausgestrahlt. 2024 kam Staffel 2 heraus. Im Februar und März 2025 wurde die letzte Staffel veröffentlicht.

## Rezeption
Die Serie erhielt gemischte Kritiken. Einige lobten die detaillierte Darstellung und die Tiefe der Recherche, während andere die Sensationslust und die einseitige Darstellung kritisierten. Besonders die zweite Staffel, in der Natalia selbst zu Wort kommt, wurde für ihre einfühlsame Herangehensweise gelobt. In den USA schalteten teils 10 Millionen Zuschauer ein.